# يوهانيس فال
يوهانيس فال (بالسويدية: Johannes Vall)‏ (19 أكتوبر 1992 بالسويد - ) هو لاعب كرة قدم سويدي في مركز الوسط. شارك مع منتخب السويد تحت 17 سنة لكرة القدم. أما مع النوادي، فقد لعب مع نادي فالكنبرغ.

## روابط خارجية
- يوهانيس فال على موقع اتحاد السويد (السويدية)
- يوهانيس فال على موقع قاعدة بيانات كرة القدم.إي يو (الإنجليزية)
- يوهانيس فال على موقع Soccerway.com (الإنجليزية)